# Landschaftsschutzgebiet Radensberg
Das Landschaftsschutzgebiet Radensberg ein 18,39 ha großes Landschaftsschutzgebiet (LSG) südlich von Giershagen im Stadtgebiet von Marsberg. Das Gebiet wurde 2008 mit dem Landschaftsplan Marsberg durch den Kreistag des Hochsauerlandkreises ausgewiesen. Das LSG grenzt fast nur an das Landschaftsschutzgebiet Freiflächen um Giershagen vom Typ B an. Auch der Geschützter Landschaftsbestandteil Steinbruch am Radensberg grenzt an das LSG.

## Beschreibung
Im Landschaftsschutzgebiet Am Rennebusch befindet sich fast nur Grünland. Das Grünland wird als Weide, meist mit Rindern, und als Mähwiese genutzt. Im LSG befinden sich vier Gesetzlich geschützte Biotope nach § 30 BNatSchG. Alle vier Gesetzlich geschützte Biotope sind als Magerwiesen und -weiden mit Größen von 0,41 ha, 0,20 ha, 0,43 ha und 1,54 ha ausgewiesen worden. Die 1,54 ha große Biotopfläche wird im Biotopkataster vom Landesamt für Natur, Umwelt und Verbraucherschutz Nordrhein-Westfalen als Magergrünland, Gebüschbereich und Steinbruch nördlich des Radensberges bei Borntosten bezeichnet, während die drei anderen Biotope namenlos sind. Die große Biotopfläche umfasst auch den Geschützten Landschaftsbestandteil Steinbruch am Radensberg.

## Schutzzweck
Die Ausweisung erfolgte zur Erhaltung, Ergänzung und Optimierung eines Grünlandbiotop-Verbundsystems in den Talauen und den Magergrünland-Gesellschaften in den Naturschutzgebieten, damit Tiere und Pflanzen Wanderungs- und Ausbreitungsmöglichkeiten behalten, und dem Erhalt der Vorkommen geschützter Vogelarten sowie dem Schutz artenreicher Pflanzengesellschaften.

## Rechtliche Rahmen
Das Landschaftsschutzgebiet Radensberg wurde als eines von 30 Landschaftsplangebieten vom Typ C, Wiesentäler und ornithologisch bedeutsames Offenland, ausgewiesen. Im Landschaftsplangebiet Marsberg gibt es auch drei Landschaftsschutzgebiete vom LSG Typ A, Allgemeiner Landschaftsschutz, wo unter anderem das Errichten von Bauten verboten ist. Ferner 17 Landschaftsschutzgebiete vom LSG Typ B, Ortsrandlagen und Landschaftscharakter, wo zusätzlich Erstaufforstungen und auch die Neuanlage von Weihnachtsbaumkulturen, Schmuckreisig- und Baumschulkulturen verboten sind. Wie in den anderen 29 Landschaftsschutzgebieten vom Typ C im Landschaftsplangebiet Marsberg besteht im LSG Landschaftsschutzgebiet Radensberg zusätzlich ein Umwandlungsverbot von Grünland und Grünlandbrachen in Acker oder andere Nutzungsformen. Eine maximal zweijährige Ackernutzung innerhalb von zwölf Jahren ist erlaubt, falls damit die Erneuerung der Grasnarbe vorbereitet wird. Dies gilt als erweiterter Pflegeumbruch. Beim erweiterten Pflegeumbruch muss ein Mindestabstand von 5 m vom Mittelwasserbett eingehalten werden.